# SBF Liber Annuus
SBF Liber Annuus (Ежегодник Studium Biblicum Franciscanum) — археологический ежегодник, издающийся францисканским научно-исследовательским институтом Studium Biblicum Franciscanum в Иерусалиме, Израиль. Одним из основателей ежегодника был известный археолог священник Беллармино Багатти OFM. SBF Liber Annuus издается на латинском, итальянском языках объёмом около 500 страниц. В каждом выпуске находятся различные статьи, посвященные библеистике, библейской лингвистике и археологии Ближнего Востока. На страницах этого издания представляются предварительные результаты археологических экспедиций, совершенные в странах Ближнего Востока францисканцами из Института Studium Biblicum Franciscanum. Первый номер SBF Liber Annuus вышел в 1951 году. Журнал издается в Милане, Италия. Международный номер издания — ISSN 0081-8933.